# ESPN Extreme Games
ESPN Extreme Games (về sau đổi tên thành 1Xtreme do giấy phép của ESPN cấp cho Sony đã hết hạn) là một trò chơi điện tử do hãng Sony phát hành cho PlayStation vào năm 1995. Một phiên bản được phát hành cho hệ điều hành MS-DOS của PC trong một thời gian ngắn sau đó. Game có sự xuất hiện của tất cả các môn thể thao trong X Games mùa Hè năm 1995 nhưng lại không có những sự kiện như half pipe trong môn trượt ván. Trò chơi có nét tương tự như tựa game Road Rash được phát hành bởi Sega. ESPN Extreme Games còn được tiếp nối bởi hai phần tiếp theo là 2Xtreme và 3Xtreme.

## Lối chơi
Game có nhiều môn thể thao mạo hiểm khác nhau bao gồm trượt ván, trượt patin, trượt dốc và xe đạp leo núi. Đường đua thường bắt đầu ở một điểm cuối của một thành phố, và đi dọc theo một con đường thẳng để tới một điểm khác của thành phố. Người chơi có thể hành hung đối thủ trong suốt cuộc đua như đấm đá túi bụi, rồi cố gắng nhặt nhạnh tiền bạc và đạt được thứ hạng đầu tiên khi về đến đích. Những đường đua được đặt trong các phần khác nhau của thế giới, bao gồm Tahoe và San Francisco. Trò chơi đã có sẵn trong một hộp đựng đĩa CD lớn giống như những thứ được sử dụng cho các tựa game trên hệ máy Sega CD.
Trò chơi sau đó được đổi tên thành 1Xtreme khi nó được phát hành trong dòng Greatest Hits bởi vì giấy phép ESPN đã hết hạn. Logo và tên công ty ESPN đã được gỡ bỏ ra khỏi tựa game. Nội dung game đề cập đến ESPN cũng đã được gỡ bỏ.